# Bagisara oula
Bagisara oula är en fjärilsart som beskrevs av Dyar 1913. Bagisara oula ingår i släktet Bagisara och familjen nattflyn. Inga underarter finns listade i Catalogue of Life.